# Cytherella parapunctata
Cytherella parapunctata är en kräftdjursart. Cytherella parapunctata ingår i släktet Cytherella och familjen Cytherellidae. Inga underarter finns listade i Catalogue of Life.